# Бульбашки Радості
Бульбашки Радості (англ. Joybubbles), при народженні — Джозеф Енгресія (англ. Josef Carl Engressia, Jr.) — відомий фрикер, один з найперших зломщиків телефонних мереж. Народився у місті Ричмонді, Вірджинія, США.
Джозеф був сліпий від народження та мав абсолютний слух. Його улюбленою іграшкою дитинства був старий телефонний апарат. Годинами зависаючи серед гудків і потьохкування телефонних ліній Джозеф відкрив для себе (втім, не тільки для себе) кілька цікавих речей. По-перше, якщо натискати важіль скидання телефону в певному порядку, то можна куди-небудь додзвонитися. Але найголовніше — можна легко зламати телефонну мережу, видаючи до слухавки свист певної частоти і добитися тим самим як переадресації дзвінків, так і можливості дзвонити в будь-яку точку світу (безкоштовно). Джо став віртуозом телефонного злому. Проте невдовзі був затриманий співробітниками ФБР, які висунули йому звинувачення в нанесенні великого матеріального збитку телефонним компаніям. Згодом ФБР запропонувало йому співпрацю, на яку Джозеф погодився, отримавши посаду налаштувальника телефонного обладнання. На цій роботі він пропрацював до 1982 року. Після чого, вирішивши для себе, що його життя не приносить йому щастя і веселощів, офіційно змінив своє ім'я на «Joybubbles» (укр. Бульбашки Радості). Невдовзі заснував церкву Вічного Дитинства, додзвонитися до якої міг кожен охочий за спеціальною гарячою лінією.
Помер Бульбашки Радості 8 серпня 2007 року в Міннеаполісі, що в штаті Міннесота.